# Pou de Kola

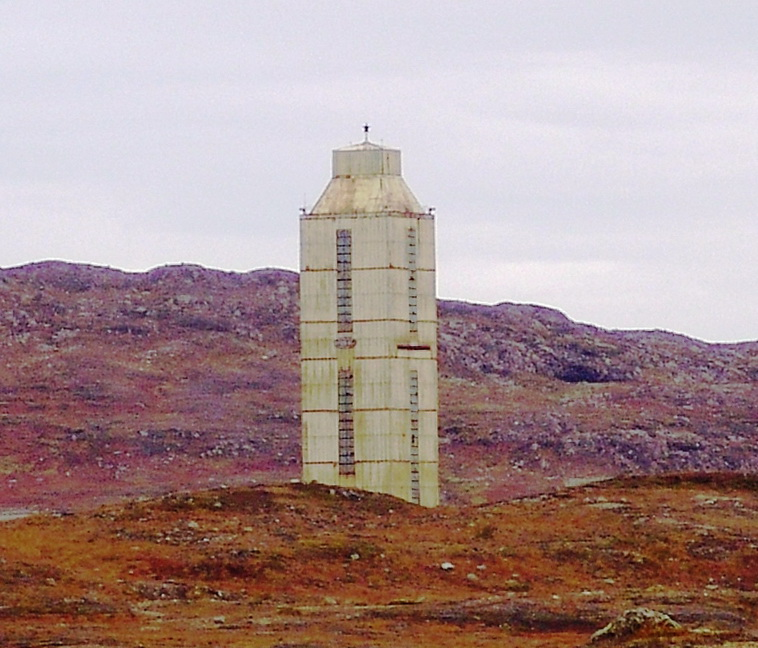
El Pou de Kola, l'any 2007.

El pou de Kola és el nom amb què es coneix popularment el projecte de prospecció científica de l'antiga URSS per perforar l'escorça terrestre. Aquest projecte tenia el nom de Pou Superprofund de Kola, KSDB en les seves sigles en rus, o SG-3.
Està situat a l'óblast de Múrmansk, a 10 quilòmetres a l'oest de la ciutat de Zapoliarni. La finalitat de l'SG-3 era únicament la investigació científica de la litosfera al lloc en què la discontinuïtat de Mohorovičić s'apropa a la superfície de la Terra.
La perforació va començar el 24 de maig de 1970, a la península de Kola, utilitzant equips de perforació de la fàbrica Uralmash. A partir del pou central es van obrir alguns pous partint de la branca central. El més profund, l'SG-3, es va completar l'any 1989 amb una profunditat de 12.262 m, fet que el converteix en el pou més profund dels que s'han perforat fins ara.